# A Pair of Tights
A Pair of Tights est un film américain réalisé par Hal Yates, sorti en 1929.

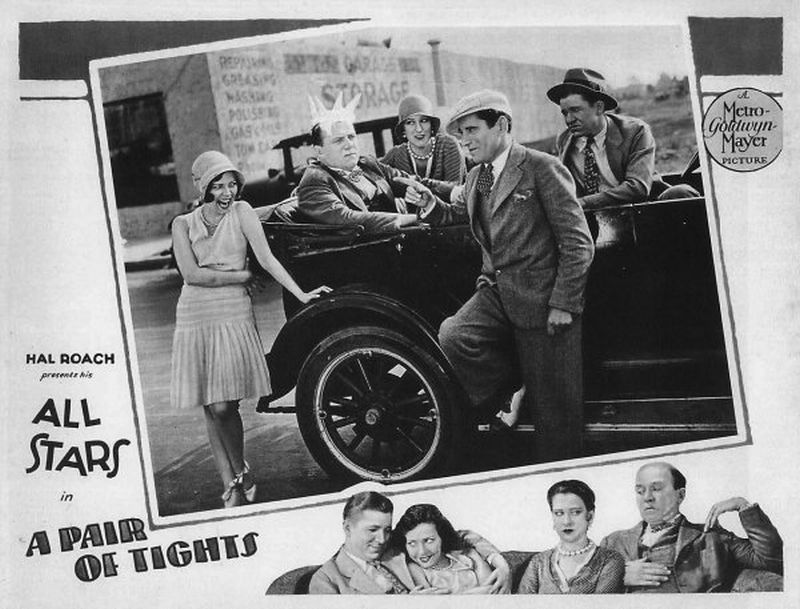
Carte promotionnelle du film.

Il a été produit par Hal Roach, et c'est la dernière des trois collaborations entre d'Anita Garvin et Marion Byron après Feed 'em and Weep et Going Ga-ga.

## Synopsis
Deux femmes qui se promènent veullent s'arrêter pour acheter une glace, mais des portes battantes, des ventilateurs, un enfant et des policiers empêchent leur projet.

## Fiche technique
- Réalisation : Hal Yates
- Producteur : Hal Roach
- Production : 	Hal Roach Studios
- Supervision : Leo McCarey
- Photographie : Art Lloyd
- Montage : William Terhune
- Distributeur : Metro-Goldwyn-Mayer
- Durée : 20 minutes
- Date de sortie : 2 février 1929

## Distribution

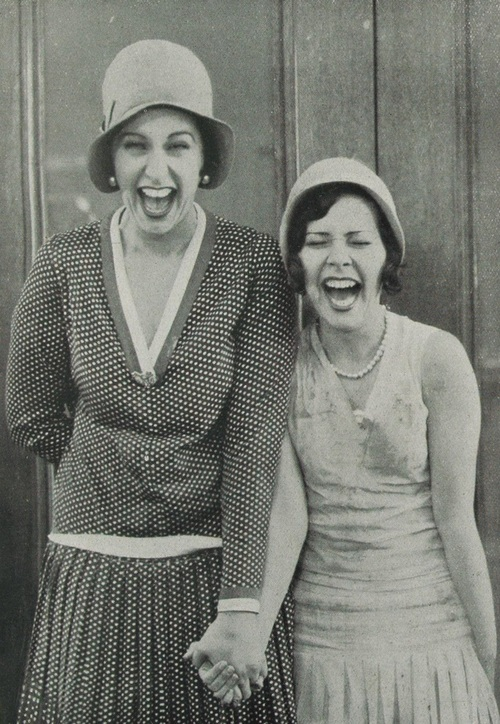
Photo promotionnelle d'Anita Garvin et Marion Byron.

- Anita Garvin
- Marion Byron
- Edgar Kennedy
- Stuart Erwin
- Harry Bernard
- Spec O'Donnell